# Hook (Hart)
Pour les articles homonymes, voir Hook.
Hook est une paroisse civile et un village du Hampshire, en Angleterre.